# Plebejus algon
Plebejus algon är en fjärilsart som beskrevs av Ignaz Schiffermüller. Plebejus algon ingår i släktet Plebejus och familjen juvelvingar. Inga underarter finns listade i Catalogue of Life.